# Boreocingula
Boreocingula is een geslacht van weekdieren uit de klasse van de Gastropoda (slakken).

## Soorten
- Boreocingula castanea (Møller, 1842)
- Boreocingula globulus (Möller, 1842)
- Boreocingula martyni (Dall, 1886)